# Nathan Fake
 (janvier 2012).
Nathan Fake (né en mars 1983 dans le Norfolk en Angleterre) est un producteur de musique électronique anglais.

## Biographie
Il commence par des EP sur les labels allemands de techno minimale (micro house), notamment Traum. Puis, il signe sur le label phare de la tech house progressive : Border Community. Son  EP The Sky Was Pink remixé par James Holden, le fondateur du label, remporte un vif succès en 2004. Il remixe Avus, Tiefschwarz et Extrawelt. Il sort d'autres EP dont Outhouse et Watlington Street EP. Il sort aussi un premier album en mars 2006 : Drowning in a Sea of Love.
Son style aérien et fantaisiste rafraichit l'electronica IDM dans un format electro post-rock tendance psyché et shoegazing. Son style est rythmé et dansant (groovy) sur ses maxis. Ses influences rappellent Aphex Twin, Boards of Canada, M83, propulsés par un tempo minimal techno et de house progressive. Ses titres sont licenciés sur quantité de compilations.
Un album de ses titres remixés par Holden, Apparat (collaborateur privilégié d'Ellen Allien), Fairmont, Fortdax et Vincent Oliver accompagne la sortie de ce premier album.

## Discographie
Albums
- Drowning In A Sea Of Love (Border Community, 2006)
- Hard Islands (Border Community, 2009)
- Steam Days (Border Community, 2012)
- Providence (Ninja Tune, 2017)
- Blizzards (Cambria Instruments, 2020)

EP
- Outhouse (Border Community, 2003)
- The Sky Was Pink (Border Community, 2004)
- The Sky Was Pink (Electro-Choc, 2004)
- Watlington Street TP (Saw Recordings, 2004)
- Coheed (Traum, 2005)
- Dinamo (Traum, 2005)
- Dinamo / Coheed (Remixes) (Traum, 2005)
- Silent Night (Border Community, 2005)
- Soopertrack / The Sky Was Pink (avec Extrawelt) (Electro-Choc, 2005)
- Drowning In A Sea Of Remixes (Border Community, 2006)
- Outhouse (Rmx Part 1) (Recycled Loops, 2006)
- Outhouse (Rmx Part 2) (Recycled Loops, 2007)

Remixes
- Remy - Scrambled (Nathan Fake Remix) (EMI/Additive, 2004)
- Avus - Real (Nathan Fake Remix) (Border Community, 2004)
- Steve Lawler - Out At Night (Nathan's Night In) (Subversive, 2004)
- Perc - Closer (Nathan Fake Remix) (Premier Sounds, 2004)
- Tiefschwarz - Issst (Nathan Fake Remix) (Fine, 2005)
- Radiohead - Morning Mr Magpie (Nathan Fake RMX) (XL Recordings, 2005)